# Konstituční monarchie

Slepá mapa světa monarchií podle typu:
– absolutní monarchie
– polokonstituční monarchie
– konstituční monarchie
– Commonwealth realm (konstituční monarchie v personální unii)
– subnárodní monarchie (tradiční)

Konstituční monarchie  je forma monarchie, ve které panovník vykonává pravomoci na základě psané či nepsané ústavy. Konstituční monarchie se odlišuje od absolutní monarchie omezením moci panovníka ústavou, dále dodržuje zásadu dělby moci, přičemž panovník je hlavou státu s vymezenými pravomocemi, rozsah jeho pravomocí se liší podle ústavy a připadá mu především úloha reprezentativní.
Konstituční monarchie může představovat systém, ve kterém panovník jedná jako nepolitická hlava státu podle ústavy ať už psané nebo nepsané. Přestože panovník disponuje formální autoritou a vláda jedná v jeho jménu, v Evropě panovník obvykle nerozhoduje o politických otázkách a neurčuje politické představitele. Politolog Vernon Bogdanor v této souvislosti parafrázuje Thomase Macaulaye: „Panovník panuje, ale nevládne“.

## Historie
Nejstarší konstituční monarchii měli v dávných dobách Chetité; jejich král nebo královna se museli o svou autoritu dělit se shromážděním nazývaným Panku, což byl ekvivalent dnešního zákonodárného sboru. Členové Panku pocházeli z rozptýlených šlechtických rodin, které fungovaly jako zástupci svých poddaných.

### Kontinentální Evropa
První ústavu v kontinentální Evropě – Ústavu z 3. května 1791 vytvořilo Polsko; byla to druhá ústava na světě tvořená jedním dokumentem, hned po ústavě Spojených států. Konstituční monarchie krátce existovala i v raných letech francouzské revoluce, skutečně se ovšem rozvinula až později. Napoleon Bonaparte je považován za prvního monarchu, který se prohlašoval za ztělesnění národa spíše než za Bohem určeného vládce; z této interpretace monarchie vycházejí konstituční monarchie na evropském kontinentu. Německý filozof Hegel dal ve svých Základech filosofie práva (1820) konceptu konstituční monarchie filosofické zdůvodnění, které se shodovalo s tehdejší politickou teorií a křesťanským (protestantským) chápáním přirozeného práva. Hegelova předpověď konstitučního monarchy s velmi omezenými pravomocemi, jehož funkcí je ztělesňovat národní charakter a zajišťovat ústavní kontinuitu v době nouze, se odrazila ve vývoji ústavních monarchií v Evropě a Japonsku.

## Typy konstitučních monarchií
V konstituční monarchii vymezuje moc panovníka ústava (konstituce) a monarcha má větší či menší pravomoci, podle dané ústavy. V polokonstituční monarchii, jakou bylo např. Rakouské císařství, dávala ústava panovníkovi moc vládnout s parlamentem i bez něj. V parlamentní monarchii je panovníkova moc omezena konstitucí i parlamentem, dělbou moci se podobá parlamentní republice. K této formě monarchie má nejblíže většina demokratických monarchií.